# HFC EDO in het seizoen 1969/70
Het seizoen 1969/1970 was het 16e jaar in het bestaan van de Haarlemse betaaldvoetbalclub EDO. De club kwam uit in de Tweede divisie en eindigde daarin op de 17e plaats. Tevens deed de club mee aan het toernooi om de KNVB beker, hierin werd in de eerste ronde verloren van Ajax (0–4).

## Wedstrijdstatistieken

### Tweede divisie
|       | AGOVV | Baronie | SC Drente | Eindhoven | Gooiland | Heerenveen | Hermes DVS | Limburgia | NOAD  | PEC   | RBC   | Roda JC | Velox | FC VVV | Wageningen | ZFC   |
| ----- | ----- | ------- | --------- | --------- | -------- | ---------- | ---------- | --------- | ----- | ----- | ----- | ------- | ----- | ------ | ---------- | ----- |
| Thuis | 1 – 0 | 0 – 0   | 1 – 2     | 0 – 1     | 1 – 1    | 1 – 3      | 1 – 2      | 0 – 3     | 1 – 5 | 1 – 2 | 1 – 2 | 2 – 1   | 0 – 2 | 0 – 0  | 1 – 1      | 0 – 2 |
| Uit   | 2 – 0 | 3 – 1   | 0 – 2     | 1 – 0     | 1 – 1    | 2 – 1      | 1 – 0      | 2 – 2     | 3 – 0 | 3 – 2 | 7 – 0 | 1 – 1   | 1 – 0 | 2 – 0  | 4 – 1      | 2 – 2 |

### KNVB beker
| 1e ronde                                          | EDO | 0 – 4 (0 – 2) | Ajax                                                     |
| 14 december 1969 Plaats: Haarlem Noordersportpark |     |               | 8' Barry Hulshoff 16' Johan Cruijff 63', 89' Piet Keizer |

## Statistieken EDO 1969/1970

### Eindstand EDO in de Nederlandse Tweede divisie 1969 / 1970
| Stand | Gespeeld | Gewonnen | Gelijk | Verloren | Punten | Doelpunten voor | Doelpunten tegen |
| ----- | -------- | -------- | ------ | -------- | ------ | --------------- | ---------------- |
| 17e   | 32       | 3        | 8      | 21       | 14     | 24              | 62               |

### Topscorers
| #                | Naam                   | Goal |
| ---------------- | ---------------------- | ---- |
| 1.               | Rob Bosdijk            | 8    |
| 2.               | Ferry Kock             | 5    |
| 3.               | Theo Koenekoop         | 3    |
| 3.               | Wim van Polanen        | 3    |
| 5.               | Leo van der Lubbe      | 2    |
| 6.               | Dries Hendriks         | 1    |
| 6.               | Bert Willems           | 1    |
| Eigen doelpunten |                        |      |
| 1.               | Detlev Biehl (Roda JC) |      |
| Totaal           | Totaal                 | 43   |

| #      | Naam        | Goal |
| ------ | ----------- | ---- |
| –      | Geen speler | 0    |
| Totaal | Totaal      | 0    |

## Voetnoten
AGOVV · Baronie · SC Drente · EDO · Eindhoven · Gooiland · Heerenveen · Hermes DVS · Limburgia · NOAD · PEC · RBC · Roda JC · Velox · FC VVV · Wageningen · ZFC